# قرار مجلس الأمن التابع للأمم المتحدة رقم 1759
قرار مجلس الأمن التابع للأمم المتحدة رقم 1759، المتخذ بالإجماع في 20 يونيو 2007.

## القرار
قرر مجلس الأمن تمديد ولاية قوة الأمم المتحدة لمراقبة فض الاشتباك، التي تراقب وقف إطلاق النار بين إسرائيل وسوريا في هضبة الجولان، لمدة ستة أشهر تنتهي في 31 كانون الأول / ديسمبر 2007.
كرر المجلس أيضا تأكيد أحكام القرار 338 (1973)، الذي يدعو الطرفين إلى مواصلة المفاوضات من أجل تحقيق سلام دائم.
في بيان مكمل للقرار، اقتبس رئيس المجلس لشهر يونيو، الفقرة 11 من تقرير الأمين العام للأمم المتحدة الأخير بان كي مون عن قوة الأمم المتحدة لمراقبة فض الاشتباك، الذي يؤكد أن الشرق الأوسط من المرجح أن يظل متوترًا حتى يتم الوصول إلى تسوية شاملة تغطي جميع جوانب المشكلة.

## روابط خارجية
- نص القرار في undocs.org